# チッタゴン・サーキュラー鉄道
チッタゴン・サーキュラー鉄道（チッタゴンサーキュラーてつどう、ベンガル語: চট্টগ্রাম চক্ররেল、英: Chittagong Circular Railway）またはチッタゴン・メトロ・レール（英: Chittagong Metro Rail）は、バングラデシュのチッタゴン市内を環状している近郊鉄道システムである。

## 概要
通勤者の苦痛を改善し、かつ市内の交通状況を向上させるための鉄道となっている。
当鉄道の建設は2013年2月に完成し、同年5月に利用可能となった。
当鉄道は、中華人民共和国より調達した高速なDEMU通勤列車によって運行されている。

## 車両
中国の唐山軌道客車製の電気式気動車である。制御動力車2両と中間附随車の三両1ユニットの電気式気動車で、営業最高速度は80km/h、編成定員は300人となっており、20編成が導入された。